# Universidad Estadual de Campinas
La Universidad Estadual de Campinas, (portugués: Universidade Estadual de Campinas) conocida como UNICAMP, es una de las universidades públicas del estado de São Paulo, ubicada en la ciudad de Campinas, Brasil. Su campus principal se localiza en el barrio de Barão Geraldo, a 10 km del centro de Campinas, con campus adicional en Limeira y Piracicaba.
Fundada en 1962 e instalada en 1966, la UNICAMP tuvo como misión inicial promover la ciencia y tecnología en el polo industrial en la provincia del estado de São Paulo. En el 2004, tenía 14.000 estudiantes de licenciatura, 10 000 estudiantes de posgrado y 1800 académicos.
En Campinas de más de 14 universidades / institutos superiores públicos y privados.

## Doctoreshonoris causa
- Ettore Finazzi-Agrò (2014)
- Willy Jean Malaisse (2010)
- Warwick Estevam Kerr (2005)
- Oscar Niemeyer (2005)
- César Lattes (2004 )
- Otto Richard Gottlieb (2000)
- Pedro Maria Casaldáglia Pla (2000)
- Paulo Evaristo Arns (2000)
- Peter Safar (1996)
- Ernesto Sabato (1994)
- Fernando Flávio Marques de Almeida (1991)
- Bernardo Boris Vargaftig (1991)
- Celso Monteiro Furtado (1990)
- Albert O. Hirschman (1990)
- Pietro Maria Bardi (1989)
- Mário Quintana (1989)
- Aníbal Pinto Santa Cruz (1989)
- Paulo Reglus Neves Freire (1988)
- Antonio Cândido de Mello e Souza (1987)
- Franco Montoro (1987)
- Dilson Domingos Funaro (1986)
- Adolpho Martins Penha (1978)
- José Pelúcio Ferreira (1977)
- Casimiro Montenegro Filho (1975)
- Jean Roche (1975)
- Jarbas Gonçalves Passarinho (1973)
- Gleb Wataghin (1971)